# Asturias (poema)
Asturias es un poema de 42 versos, uno quebrado, escrito por el escritor español Pedro Garfias en 1937.
Garfias escribió el poema en plena Guerra Civil el cual se publicó por vez primera en el exilio dentro en su libro Poesías de la guerra española publicado en México en 1941 por Ediciones Minerva. Asturias ocupa dentro de este libro las páginas (contiguas) 70 y 71.

## Contexto en el que se escribió el poema
El escritor salmantino escribió su poema tras la caída de Asturias el 20 de octubre de 1937 en manos franquistas y en su texto se evoca la revolución de 1934 y la cruel represión posterior a manos del gobierno de la República. No obstante, parece que el poema ya había empezado a bullir en la cabeza de Garfias en 1934, a raíz de los sucesos del octubre asturiano; hechos que impresionaron vivamente al poeta espoleando su espíritu revolucionario. 

Aquella lucha frustrada impresionó vivamente al poeta, tanto que prestó su domicilio en Madrid, en la calle Lista, para ocultar a dos fugitivos revolucionarios de Asturias (testimonio de su viuda, Margarita Fernández, en Osuna, 10-9-1992). A partir de esas fechas, en la mente del poeta empezó a bullir ya el célebre poema "Asturias
Francisco Moreno Gómez: Pedro Garfias, contra la ausencia y el olvido

El texto se hizo muy célebre en México, ya que Garfias lo incluía siempre durante sus recitales en los Centros Asturianos y en el Restaurante «El Hórreo» del D.F., regentado por el asturiano Raimundo Fernández. 

### Críticas e interpretaciones
Una de las más célebres estrofas de este poema («dos veces, dos, has tenido / ocasión para jugarte / la vida en una partida, / y las dos te la jugaste...») es probable que haga alusión a la Revolución de 1934, por un lado, y a la guerra civil española por el otro. Quienes realizan esta interpretación se apoyan en que Garfias escribió este poema inmediatamente después y a raíz, según ellos, de la conquista de Asturias por el bando nacional en octubre de 1937. 
Sin embargo hay posturas que defienden que esos hechos históricos a los que alude el poeta trascendentales en la historia de la región, no sean otros que la batalla de Covadonga del año 722, la cual dio comienzo a la Reconquista, y el citado episodio revolucionario de 1934. Sea como fuere, lo que subyace en dicho poema –más allá de su circunstancia estrictamente política– es la eterna rebeldía de los asturianos a lo largo de su Historia, frente a una tiranía, sumisión militar o política. Quien interpreta el poema no es un asturiano sino un emigrante que encontró su hogar en Asturias («yo soy un hombre del sur»), atraído por el progreso industrial de la región («polvo sol fatiga y hambre», «mirad obreros del mundo»). Describe su lugar de acogida («verde de montes, negra de minerales», el verde de la naturaliza asturiana y la actividad minera) que es «hija de su misma madre» (España).
El poema ha sido analizado por su nacimiento en plena Guerra Civil y la posible influencia que esta contienda causó en la composición. Dos ejemplos de dichos análisis se recogen en las siguientes citas.

«El rigor y la precisión estilística (concatenaciones, metáforas, antítesis, paralelismos...), el ritmo ágil del verso octosílabo, la rima asonantada propia del romance, consiguen que los recientes acontecimientos que se cantan impacten con contundencia afectiva en el sentimiento que impregna la memoria colectiva asturiana y española
Juan Matas Caballero: Una semblanza contra el olvido: perfil biobibliográfico de Pedro Garfias

«El poema es de una perfecta ejecución en fondo y forma (...). Es un romance pleno de recursos y bellas imágenes. Paralelismos, antítesis, metáforas, concatenaciones, versos simétricos ("Los ojos ciegos, los ojos", "Dos veces, dos...", "firme sobre roca firme"). La sinceridad del sentimiento hizo a Garfias poner toda su creatividad en acción, para un logro perfecto
Francisco Moreno Gómez: Pedro Garfias, contra la ausencia y el olvido

## Musicado del poema
Antes incluso de morir Francisco Franco, el poema ya había sido musicado por el cantautor asturiano Víctor Manuel. Pero debido a la censura no apareció en vinilo (hoy toda una rareza) hasta 1976, cuando la casa Philips lanzó un sencillo conteniendo esta canción en su cara A. Sin embargo no fue hasta 1983, incluida en un nuevo LP de Víctor Manuel, cuando acabó popularizándose. Esta misma interpretación ha terminado convirtiéndose para la inmensa mayoría de asturianos en un verdadero segundo himno de Asturias por su letra: más seria, profunda y contundente que la del Asturias, patria querida, ésta de carácter más popular y festivo.
Víctor Manuel había escuchado el poema de Garfias en México D.F., en el mencionado Restaurante «El Hórreo», durante su primer viaje a México a finales de 1970. La honda impresión que le causó al cantautor asturiano queda reflejada en sus propias palabras:

En mi primer viaje a México, a finales de 1970, fui agasajado muchas veces por mis paisanos. En uno de estos encuentros, en el restaurante El Hórreo de la familia Tomás, a los postres, llegó el turno de palabras y se levantó Luis Roca Albornoz que había sido consejero de Hacienda en el Gobierno de Asturias y León. Tras una breve introducción pasó a leer un poema de un autor para mí desconocido llamado Pedro Garfias, muy querido entre los exiliados republicanos. El poema me estremeció desde las primeras líneas, y cuando Luis acabó su lectura yo tenía un nudo en la garganta. Me dio el poema y al cabo de un rato, ya en la habitación de mi hotel, agarré la guitarra y le puse música.[...] No recuerdo cuándo la canté por vez primera, supongo que sería a finales del 73. Prohibieron grabarla en disco y anduve cantándola en vivo. La prohibían porque decían que no podía decirse "millones de puños gritan", lo demás no parecía importarles, seguramente no sabían de qué hablaba. Autorizaron la primera grabación en el 76 para un concierto en vivo que hice en el Teatro Monumental de Madrid, pero la canción empieza a descubrirla la gente a partir de otra grabación del año 83. [...] Yo me siento incapaz de escribir sobre Asturias tan bien como él, por eso le he puesto música.
Víctor Manuel